# شريح القاضي
شريح بن الحارث بن قيس بن الجهم الكندي(نحو 30 ق هـ - 78 هـ / 592م - 697 م)، أبو أمية: تابعي، قيل: له صحبة، أصله من اليمن. وفي رواية وفوده على النبي ﷺ، قال شريح: «أتيتُ النبي ﷺ فقلت: يا رسول الله، إن لي أهل بيت ذوي عددٍ باليمن. قال: "جئ بِهِمْ"». وكان مأمونا في القضاء، له باع في الأدب والشعر، قال عنه علي بن أبي طالب: «شريح أقضى العرب».
يعد شريح أشهر القضاة الفقهاء في صدر الإسلام. ولاه عمر بن الخطاب على قضاء الكوفة بعد عروة البارقي في ذي الحجة سنة 18 هـ، وأقروه الخلفاء بعده، فبقى على قضائها نحو ستين سنة حتى خلافة عبد الملك بن مروان. واستعفى من القضاء في أيام ولاية الحجاج الثقفي على العراق، فأعفاه سنة 77 هـ، وعاش بعد ذلك سنة. عمر شريح طويلا،قال ابن زبر «قَالَ أَبُو نعيم فِيهَا - سنة 78 هـ - مَاتَ شُرَيْح القَاضِي وَكَانَ لَهُ يَوْم مَاتَ مائَة سنة وثمان سِنِين»،وأجمع ثقات التاريخ ومنهم المدائني والهيثم بن عدي وأبو عبيد القاسم وأبو نعيم الأصبهاني أنه مات بالكوفة سنة 78 هـ، وكان له فيها عقب.
يحدث عن: النبي ﷺ، عمر بن الخطاب، وعلي بن أبي طالب، وزيد بن ثابت، وعبد الرحمن بن أبي بكر، وعروة البارقي.وعنه يروي: عامر الشعبي، وإبراهيم النخعي، ومحمد بن سيرين، وقيس بن أبي حازم، وطائفة من رواة الحديث النبوي.

## النسب
- شُريح بن الحارث بن قيس بن الجَهْم بن معاوية بن عامر بن الرائش بن الحارث بن معاوية بن ثَوْر بن مرتّع بن معاوية بن كِنْدة.[13][14][15][16]وقال ابن الكلبي ليس في العراق من بني الرائش من كندة إلا شريح وبنوه.[17]

## نشأته وتعرضه للظلم

### القافلة
في عمر الرابعة أو الخامسة، اصطحبه أبوه في سفر. وفي طريقهم مع القافلة، رفض الأطفال المرافقين لهم اللعب معه. فأعرض عنهم ليلعب وحيداً، فرآه أبوه بعيداً عن القافلة فخاف أن يختطفه قطّاع الطريق، فنهره. فسمعه الغلمان المرافقين له فضحكوا عليه ثمّ قالوا له «لنلعب معك، قف حيثما كنت، وسنختبئ ثمّ نأتيك»، ثمّ ذهبوا إلى أبيه يخبرونه أنّه عصاه. فضربه أبوه، ولم يقدر على أن يدافع عن نفسه، يقسم لأبيه أنّه مظلوم ولا يجد الدليل الثّابت فيستمرّ في ضربه. فأثّر فيه أنّ المظلوم يحتاج إلى الإنصاف عندما لا يجد شاهداً ولا دليلاً، وتأثّر فيما بعد بقوله تعالى ﴿فَاللَّهُ يَحْكُمُ بَيْنَهُمْ يَوْمَ الْقِيَامَةِ فِيمَا كَانُوا فِيهِ يَخْتَلِفُونَ﴾ [البقرة:113].

### أمه
وُرِّثت أمّه عنوة - فبعد أن مات أبوه رمى عمُّه عبايته عليها فجعلها ملكاً له وفق تقاليد الجاهلية.

## إسلامه
دخل في الإسلام في حياة النبي محمد بن عبد الله ﷺ وكان بحضرموت فيعد من التابعين وانتقل من حضرموت زمن الصديق وحدث عن كبار الصحابة.

### سؤاله علي
في الثلاثين من عمره، بعث رسولُ الله محمد ﷺ عليا إلى أهل حضرموت فأسلموا، فسأله شريح: بماذا يأمر دينك؟ فأجابه بقوله تعالى ﴿إِنَّ اللَّهَ يَأْمُرُ بِالْعَدْلِ وَالْإِحْسَانِ وَإِيتَاءِ ذِي الْقُرْبَى وَيَنْهَى عَنِ الْفَحْشَاءِ وَالْمُنْكَرِ وَالْبَغْيِ يَعِظُكُمْ لَعَلَّكُمْ تَذَكَّرُونَ ۝٩٠﴾ [النحل:90] فبرقت عينا شريحٍ. فسأله: بماذا يدعو دينك أيضاً؟ فأجابه وقد أحسّ بتأثّره بمقولة العدل - بقوله تعالى ﴿إِنَّ اللَّهَ يَأْمُرُكُمْ أَنْ تُؤَدُّوا الْأَمَانَاتِ إِلَى أَهْلِهَا وَإِذَا حَكَمْتُمْ بَيْنَ النَّاسِ أَنْ تَحْكُمُوا بِالْعَدْلِ إِنَّ اللَّهَ نِعِمَّا يَعِظُكُمْ بِهِ إِنَّ اللَّهَ كَانَ سَمِيعًا بَصِيرًا ۝٥٨﴾ [النساء:58]. فسأل ثالثةً إلام يدعو دينك أيضاً؟ فأجابه بقوله تعالى ﴿يَا أَيُّهَا الَّذِينَ آمَنُوا كُونُوا قَوَّامِينَ لِلَّهِ شُهَدَاءَ بِالْقِسْطِ وَلَا يَجْرِمَنَّكُمْ شَنَآنُ قَوْمٍ عَلَى أَلَّا تَعْدِلُوا اعْدِلُوا هُوَ أَقْرَبُ لِلتَّقْوَى وَاتَّقُوا اللَّهَ إِنَّ اللَّهَ خَبِيرٌ بِمَا تَعْمَلُونَ ۝٨﴾ [المائدة:8]. فسأله وماذا يقول نبيّك؟ فأجابه «سبعة يظلّهم الله في ظلّه يوم لا ظلّ إلا ظلّه أوّلهم إمام عادل». فاستبشر شريحٌ قائلاً «دين يدعو للعدل» ودخل في الإسلام. فطلب من عليّ أن يعلمّه سورة من القرآن، فاختار له عليّ - وكان قد سمع قصّته وما حدث بأمّه - سورة النّساء، التي تتحدّث عن العدل مع ضعفاء القوم.

### تأخره عن المدينة
كان إسلامه قبل وفاة النبي بخمسة سنوات، لكن كلّما عزم أن يزوره انشغل، حتّى فاتت الخمس سنوات فبدأ الرحلة، فجاءه خبر وفاة رسول الله، وقد فاتته رؤيته. فقرّر أن يجمع آيات القرآن المتعلّقة بالعدل.

## المحدثون عنه
ابن سيرين، والشعبي وإبراهيم النخعي، وقيس بن أبي حازم، وتميم بن سلمة.[بحاجة لمصدر]

## توليته قضاء الكوفة

### فرس عمر
اشترى عمر بن الخطاب فرساً ودفع ثمنه. وجد فيه بعدها بقليل عيب أنه يعرج. قال البائع الأعرابي أنه كان سليماً، فردّ أمير المؤمنين عمر بن الخطّاب أن اختر من شئت ليحكم في الأمر. فاختار الأعرابيّ شريحاً. ولم يعرفه عمر، فدعاه إلى بيته ليحكم فرفض شريح. فقال شريح لعمر «خذ ما ابتعت أو ردّ ما اشتريت» فردّ عمر «والله هكذا القضاء - قول فصل وحكم عدل.»

### دار القضاء
فسأله عمر «من أين تعلّمت العدل» فأجابه «من سورة ص» فسأله «وماذا فيها» فأجابه بقوله تعالى ﴿وَهَلْ أَتَاكَ نَبَأُ الْخَصْمِ إِذْ تَسَوَّرُوا الْمِحْرَابَ ۝٢١ إِذْ دَخَلُوا عَلَى دَاوُدَ فَفَزِعَ مِنْهُمْ قَالُوا لَا تَخَفْ خَصْمَانِ بَغَى بَعْضُنَا عَلَى بَعْضٍ فَاحْكُمْ بَيْنَنَا بِالْحَقِّ وَلَا تُشْطِطْ وَاهْدِنَا إِلَى سَوَاءِ الصِّرَاطِ ۝٢٢ إِنَّ هَذَا أَخِي لَهُ تِسْعٌ وَتِسْعُونَ نَعْجَةً وَلِيَ نَعْجَةٌ وَاحِدَةٌ فَقَالَ أَكْفِلْنِيهَا وَعَزَّنِي فِي الْخِطَابِ ۝٢٣ قَالَ لَقَدْ ظَلَمَكَ بِسُؤَالِ نَعْجَتِكَ إِلَى نِعَاجِهِ وَإِنَّ كَثِيرًا مِنَ الْخُلَطَاءِ لَيَبْغِي بَعْضُهُمْ عَلَى بَعْضٍ إِلَّا الَّذِينَ آمَنُوا وَعَمِلُوا الصَّالِحَاتِ وَقَلِيلٌ مَا هُمْ وَظَنَّ دَاوُدُ أَنَّمَا فَتَنَّاهُ فَاسْتَغْفَرَ رَبَّهُ وَخَرَّ رَاكِعًا وَأَنَابَ ۝٢٤ فَغَفَرْنَا لَهُ ذَلِكَ وَإِنَّ لَهُ عِنْدَنَا لَزُلْفَى وَحُسْنَ مَآبٍ ۝٢٥﴾ [ص:21–25].
فشرح أنّهما لمّا تسوّرا المحراب لم يكن داوود مستعدّاً للقضاء ففزع منهما فلم يأت بالحكم الصحيح. فطلب من عمر أنه لابدّ من دار متخصّصة مستقلة للقضاء - وكان قبلها القاضي يحكم من داره. وهنالك ولّاه عمر قضاء الكوفة قائلاً «اذهب فقد ولّيتك قضاء الكوفة». فوافق شرط أن يجعل في الكوفة دار مستقلة للقضاء - فجعل عمر ذلك في الكوفة وفي كلّ الأمصار والبلاد التي تحت حكمه.

### وصيةعمر بن الخطابله في القضاء
أوصاه في رسالة جاء فيها (إذا أتاك أمر في كتاب الله، فأقض بهِ، فإن لم يكن في كتاب الله وكان في سنة رسول الله—فاقض به فإن لم يكن فيهما فاقض بما قضى به أئمة الهدى فإن لم يكن فأنت بالخيار إن شئت تجتهد رأيك وإن شئت تؤامرني ولا أرى مؤامرتك إياي إلا أسلمُ لك). [بحاجة لمصدر]
ولاه عمر بن الخطاب قضاء الكوفة على مائة درهم وظل قاضيها ستين سنة ووفد زمن معاوية بن أبي سفيان إلى دمشق ولما عزله عبد الله بن الزبير عن القضاء أعاده الحجاج بن يوسف الثقفي بعدها وتولى قضاء البصرة عام واحد.[بحاجة لمصدر]

## مواقفه
مكث في قضاء الكوفة - ابتدائاً من عمره في الـ47 - لمدة 60 سنة هناك حتى سن الـ107. كان فريداً في أنّه كتب فوق مجلسه «إنّ الظالم وإنْ حكمت له ينتظر العقاب. وإنّ المظلوم وإنْ حكمت عليه ينتظر الإنصاف». وتحت ذلك حديث نبوي: «إنكم تختصمون إلي، وإنما أنا بشر، ولعل بعضكم أن يكون ألحن بحجته من بعض، وإنما أقضي بينكم على نحو مما أسمع منكم، فمن قضيت له من حق أخيه بشيء فلا يأخذه، فإنما أقطع له قطعة من النار يأتي بها يوم القيامة».

### درع علي
تنازع علي بن أبي طالب وهو أمير المؤمنين مع يهودي على درع، فاحتكما إلى القاضي شريح، الذي قال: «يا أمير المؤمنين هل من بينة؟» قال: «نعم الحسن ابني يشهد أن الدرع درعي»، قال شريح: «يا أمير المؤمنين شهادة الابن لا تجوز»، فقال علي: «سبحان الله رجل من أهل الجنة لا تجوز شهادته؟» فقال «يا أمير المؤمنين ذلك في الآخرة، أمّا في الدنيا فلا تجوز شهادة الابن لأبيه». فقال علي «صدقت - الدرع لليهودي». فقال اليهودي: «أمير المؤمنين قدمني إلى قاضيه، وقاضيه يقضي عليه! أشهد أن هذا الدين على الحق، وأشهد أن لا إله إلا الله وأشهد أن محمداً رسول الله، وأن الدرع درعك يا أمير المؤمنين، سقط منك ليلاً». فأهداه أمير المؤمنين الدرع.
روى البيهقي في السنن الكبرى هذه القصة بسنده وفيه: «..عن الشعبي قال: خرج علي بن أبي طالب رضي الله عنه إلى السوق، فإذا هو بنصراني يبيع درعا، قال: فعرف علي رضي الله عنه الدرع، فقال: هذه درعي بيني وبينك قاضي المسلمين، قال: وكان قاضي المسلمين شريح، كان علي رضي الله عنه استقضاه، قال: فلما رأى شريح أمير المؤمنين قام من مجلس القضاء، وأجلس عليا رضي الله عنه في مجلسه، وجلس شريح قدامه إلى جنب النصراني، فقال له علي رضي الله عنه: أما يا شريح لو كان خصمي مسلما لقعدت معه مجلس الخصم، ولكني سمعت رسول الله ﷺ يقول: «لا تصافحوهم، ولا تبدءوهم بالسلام، ولا تعودوا مرضاهم، ولا تصلوا عليهم، ولجوهم إلى مضايق الطرق وصغروهم كما صغرهم الله». اقض بيني وبينه يا شريح، فقال شريح: تقول يا أمير المؤمنين، قال: فقال علي رضي الله عنه: هذه درعي ذهبت مني منذ زمان. قال: فقال شريح: ما تقول يا نصراني؟ قال: فقال النصراني: ما أكذب أمير المؤمنين الدرع هي درعي. قال: فقال شريح: ما أرى أن تخرج من يده، فهل من بينة؟ فقال علي رضي الله عنه: صدق شريح. قال: فقال النصراني: أما أنا أشهد أن هذه أحكام الأنبياء، أمير المؤمنين يجيء إلى قاضيه، وقاضيه يقضي عليه، هي والله يا أمير المؤمنين درعك ابتعتك من الجيش، وقد زالت عن جملك الأورق، فأخذتها؛ فإني أشهد أن لا إله إلا الله، وأن محمدا رسول الله، قال: فقال علي رضي الله عنه: أما إذا أسلمت فهي لك، وحمله على فرس عتيق، قال: فقال الشعبي: لقد رأيته يقاتل المشركين».

وللقصة روايات أخرى من طرق متعددة منها في الحلية لأبي نعيم وفيها: «..عن لأعمش عن إبراهيم بن يزيد التيمي عن أبيه قال: وجد علي بن أبي طالب درعا له عند يهودي التقطها فعرفها، فقال: درعي سقطت عن جمل لي أورق، فقال اليهودي: درعي وفي يدي، ثم قال له اليهودي: بيني وبينك قاضي المسلمين، فأتوا شريحا، فلما رأى عليا قد أقبل تحرف عن موضعه وجلس علي فيه، ثم قال علي: لو كان خصمي من المسلمين لساويته في المجلس، ولكني سمعت رسول الله ﷺ يقول: "لا تساووهم في المجلس وألجئوهم إلى أضيق الطرق فإن سبوكم فاضربوهم، وإن ضربوكم فاقتلوهم". ثم قال شريح: ما تشاء يا أمير المؤمنين؟ قال: درعي سقطت عن جمل لي أورق والتقطها هذا اليهودي، فقال شريح: ما تقول يا يهودي؟ قال: درعي وفي يدي، فقال شريح: صدقت والله يا أمير المؤمنين إنها لدرعك ولكن لا بد من شاهدين، فدعا قنبرا مولاه، والحسن بن علي وشهدا أنها لدرعه، فقال شريح: أما شهادة مولاك فقد أجزناها، وأما شهادة ابنك لك فلا نجيزها، فقال علي: ثكلتك أمك، أما سمعت عمر بن الخطاب يقول: قال رسول الله ﷺ: "الحسن والحسين سيدا شباب أهل الجنة". قال: اللهم نعم، قال: أفلا تجيز شهادة سيد شباب أهل الجنة؟ والله لأوجهنك إلى بانقيا تقضي بين أهلها أربعين يوما، ثم قال لليهودي: خذ الدرع، فقال اليهودي: أمير المؤمنين جاء معي إلى قاضي المسلمين فقضى عليه ورضي، صدقت والله يا أمير المؤمنين إنها لدرعك سقطت عن جمل لك التقطتها، أشهد أن لا إله إلا الله وأن محمدا رسول الله، فوهبها له علي وأجازه بتسعمائة وقتل معه يوم صفين».
وفي رواية عن شريح ذكر فيها: أنه لما توجه علي بن أبي طالب إلى صفين افتقد درعا له، وبعد أن رجع من المعركة إلى الكوفة أصاب الدرع في يد يهودي يبيعها في السوق، فقال له علي: يا يهودي هذه الدرع درعي لم أبع ولم أهب، فقال اليهودي: درعي وفي يدي، فقال علي: نصير إلى القاضي، فتقدما إلى شريح فجلس علي إلى جنب شريح، وجلس اليهودي بين يديه، فقال علي: «لولا أن خصمي ذمي لاستويت معه في المجلس، سمعت رسول الله صلى الله عليه وسلم يقول: «صغروا بهم كما صغر الله بهم».». فقال شريح: قل يا أمير المؤمنين، فقال: نعم إن هذه الدرع التي في يد اليهودي درعي لم أبع ولم أهب، فقال شريح: ما تقول يا يهودي؟ فقال: درعي وفي يدي. فقال شريح: يا أمير المؤمنين بينة، قال: نعم: قنبر والحسن يشهدان أن الدرع درعي، قال: شهادة الابن لا تجوز للأب، فقال: رجل من أهل الجنة لا تجوز شهادته، سمعت رسول الله ﷺ يقول: «الحسن والحسين سيدا شباب أهل الجنة». فقال اليهودي: أمير المؤمنين قدمني إلى قاضيه، وقاضيه قضى عليه، أشهد أن هذا للحق، أشهد أن لا إله إلا الله وأن محمدا رسول الله، وأن الدرع درعك، كنت راكبا على جملك الأورق وأنت متوجه إلى صفين، فوقعت منك ليلا فأخذتها، وخرج يقاتل مع علي الشراة بالنهروان فقتل.

### تسرع الشعبي
قال الشعبي: كنت جالساً عند شريح القاضي إذ دخلت عليه امرأة تشتكي زوجها وهو غائب وتبكي بكاءً شديداً، فقلت: أصلحك الله ما أراها إلا مظلومة مأخوذاً حقها قال وما علمك؟ قلت لشدة بكائها وكثرة دموعها. قال: لا تفعل إلا بعد أن تتبيّن أمرها، فإن إخوة يوسف جاؤوا أباهم عشاء يبكون وهم له ظالمون.[بحاجة لمصدر]

### تقييم الشهود
كان يسأل عن الشهود في السوق وفي المدينة لتقييمهم، وإذا أحسّ أنّهم يكذبون قال لهم «أنا سأقضي لك، وأظنّك كذّاب، لكن لا أستطيع أن أحكم بالظّنّ، والشّهود معك، لكن اعلم أنّ حكمي لك لا يحوّل الباطل حقّاً ولا الحقّ باطلاً، وستقف بين يدي الله يوم القيامة» ويُقرؤه المكتوب أعلى المحكمة السالف ذكره.

### عدم التعامل مع الذين يقضي بينهم
وكان يمنع الذين يقضي بينهم من أن يتعاملون معه بأي طريقة طوال فترة الحكم - وذات مرة كان يقيم رجل في بيته ضيفاً، فأراد أن يرفع إليه قضية، فخيره بين ترك القضية أو ترك بيته.

### اختصام ابنه
جاءه ابنه ذات مرة مختصماً، فاستشاره هل يرفع عليهم قضية يعلم أنه سيكسبها، أم الأحسن أن يصالحهم ؟ أجابه أن ينطلق ويرفع القضية. فرفع القضية أمام أبيه فأكسبهم القضية ضدّ ابنه. فتعجّب ابنه سائلاً عن السبب - خصوصاً بعدما استشاره - فردّ «أنّك يا بنيّ أعزّ عليّ من أمثالهم ، لكن العدل أعزّ عليّ منك ، وإنّي خشيت إن قلت لك أن تصالحهم أن تكون فوّتّ عليهم شيئاً من حقّهم فقضيت لهم».

### سجن ابنه
وفي موقف آخر بعدها كان ذات الابن يكفل طرفاً في قضية، فأخذ ذلك الرجل المال وهرب به، فأصدر شريح حكماً بحبس ابنه ثلاثين يوماً. في كلّ يوم كان يذهب إليه بالطعام قائلاً «تذكّر حديث النّبيّ: لو أنّ فاطمة بنت محمّد سرقت لقطع محمّد يد فاطمة».

### الأبعاد النفسية
كان يأخذ في الاعتبار الأبعاد النفسية للمتخاصمين، بالذات مع النساء في القضايا الزوجية. كان يجلس ذات مرّة مع عليّ بن أبي طالب فجائت سيّدة فقالت «يا أمير المؤمنين زوجي يصوم النهار ويقوم الليل وأنا أكره أن أشكوه وهو في طاعة الله» فردّ عليّ «نعم الزوج زوجك» فأعادت مقولتها مرة ثانية فلم يفهم عليّ فأعطاها ذات الإجابة ثانيةً. فقال له شريح «يا أمير المؤمنين المرأة تشكو زوجها أنّه يتركها في الفراش» فسأله كيف فهم ذلك وأمره أن يحكم بينهما. فاستحضر شريح الزّوج فسأله «أنت تهجر زوجتك؟» قال نعم قال «لا يحلّ لك أن تهجرها فوق أربعة أيّام».

### مقولاته المأثورة
- كان شريح يقول للشاهدين (إنما يقضي على هذا الرجل أنتما وإني لمتَّقٍ بكما فاتقيا) [بحاجة لمصدر]
- ومن أقواله: (إني لأصاب بالمصيبة فأحمد الله عليها أربع مرات أحمد إذ لم يكن أعظم منها وأحمد إذ رزقني الصبر عليها وأحمد إذ وفقني للاسترجاع لما أرجو من الثواب وأحمد إذ لم يجعلها في ديني).[بحاجة لمصدر]
- وجاء فقيه إلى شريح فقال : ما الذي أحدثت في القضاء ؟ قال : إن الناس أحدثوا، فأحدثت. [بحاجة لمصدر]
- «عدل يوم أفضل من عبادة ستين سنة».

## استقالته
في سنّ الـ107، كان لا يزال عاقلاً وقاضي القضاة، وسؤِل كيف ذلك، فأجاب «حفظناها في الصغر فحفظها الله لنا في الكبر» قاصداً الصحة. لما أصبح الحجاج بن يوسف والي الكوفة، استقال شريح - وكانت أول مرة يفعلها بعد أن قضى في عهد خمسة خلفاء - قائلاً «والله لا أستطيع أن أكون قاضياً والحجاج يحكم».

## وفاته
مات بعد ذلك بشهر، كان يبكي وهو يموت فسئل لماذا، فأجاب في مرة لم أسو بين متخاصمين. قالوا كيف. قال مال قلبي لأحدهم.